# 484
484 је била преступна година.

## Догађаји
- 19. јул — Леонтије, римски узурпатор, крунисан је за цара у Тарзу (данашња Турска). Удовица царица Елија Верина шаље писмо гувернерима Источне и Египатске области за подршку. Он је препознат у Антиохији и чини је својом престоницом.
- Леонтије подиже побуну против цара Зенона, који се такође суочава са побуном остроготског краља Теодорика Великог. Он шаље војску у Сирију, али бива поражен од византијског генерала Ила.
- Цар Зенон потписује мировни уговор са Теодорихом Великим. Поставља га за магистер милитум и постаје конзул. Дипломатским преговорима спасава се Источно римско царство, а иза зидина Цариграда јача царска војска.
- Краљ Гундобад проглашава Лекс Бургундионум, закон Бургундијаца који се односи на брак и наслеђе, као и на регулисање вериги и других казни.
- 28. децембар – Умире визиготски краљ Еурих и наследио га је син Аларих II. Еурих је изградио бедем да заштити град Каркасон југоисточно од Тулуза, на завоју реке Од.
- 24. фебруар – Краљ Хунерих доноси едикт из 484. године, закон којим се забрањује православно хришћанство унутар Вандалског краљевства. Неколико недеља касније, краљ Хунерих уклања православне епископе из њихових епархија, неке од њих протерује на Корзику. Неколико њих је страдало, укључујући бившег проконзула Викторијана, заједно са Фрументијем и другим монархистима. Они су убијени у Хадруметуму након што су одбили да прихвате аријанско учење.
- 23. децембар – Краљ Хунерих умире, а наследио га је његов нећак Гунтхамунд, који постаје краљ Вандала. Током његове владавине православни су ослобођени прогона и он стабилизује привреду краљевства.
- Хефталити (Бели Хуни) нападају Персијско царство. Краљ Перос окупља војску од 50.000-100.000 људи и поставља свог брата Балаша на чело владе у Ктесифону. У бици код Херата, Персијанци су упали у заседу и бивају поражени. Краљ Перос је убијен, његово тело је достојанствено враћено и сахрањено са пуним почастима. Балаш је крунисан и постаје краљ Персије.
- Нварсачки уговор је закључен између Персијанаца и Јермена.
- Папа Феликс III екскомуницира Акакија Цариградског и Петра III Александријског, због њихове улоге у томе да је цар Зенон издао свој едикт о Унији (Хенотикон) пре 2 године. Он сматра да је едикт јеретички и да се раскол између римске и цариградске цркве шири. Акакијева шизма неће бити решена до 519. године.